# Jo Cox
Helen Joanne "Jo" Cox, född Leadbeater den 22 juni 1974 i Batley i West Yorkshire, död 16 juni 2016 i Leeds i West Yorkshire, var en brittisk politiker för Labour. Från 2015 fram till sin död var hon parlamentsledamot. Jo Cox arbetade före sin tid som politiker för den humanitära organisationen Oxfam.

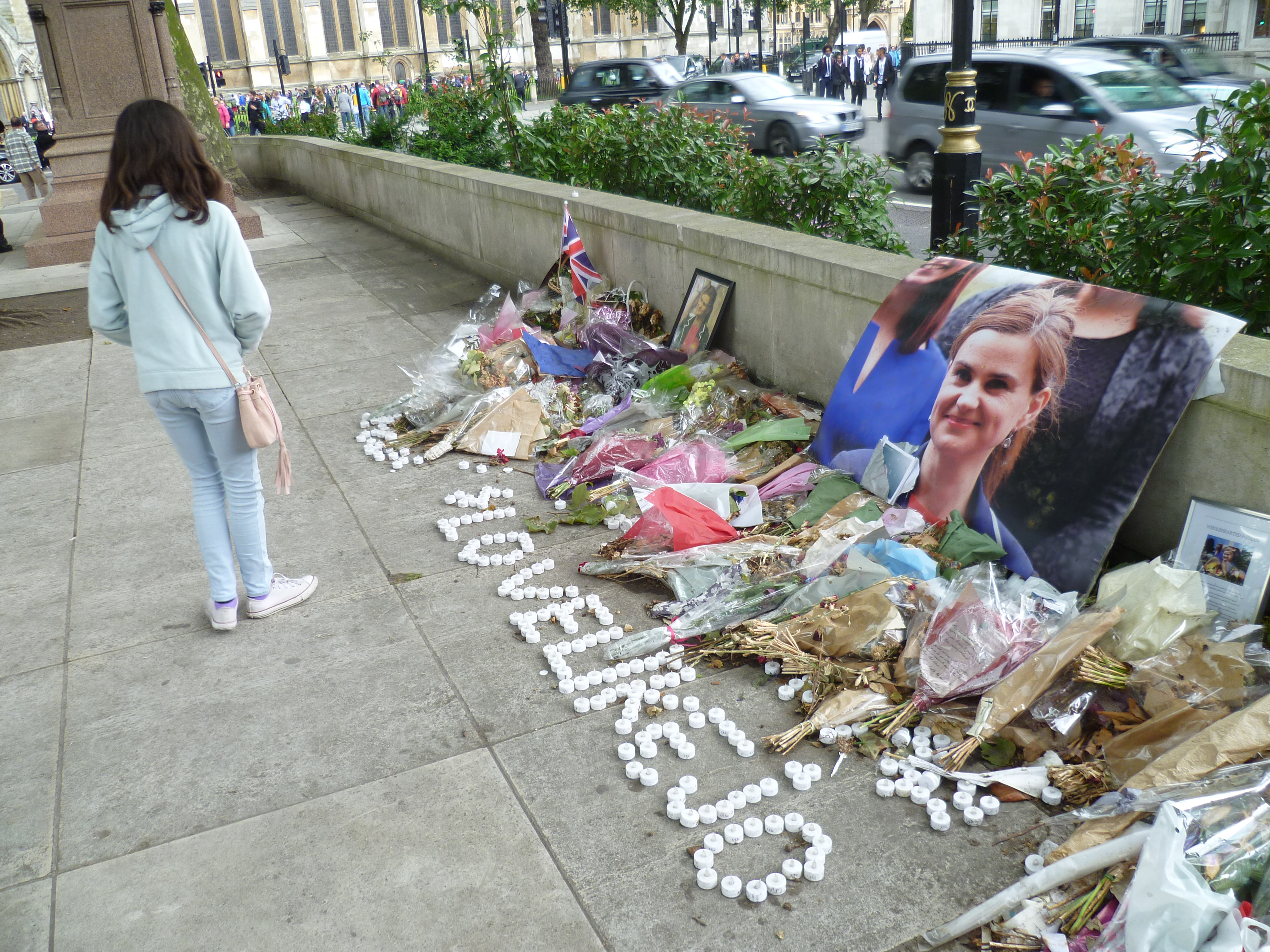
Minnesplats efter knivdådet.

Den 16 juni 2016 sköts och knivhöggs hon i Birstall nära Leeds av en då okänd person och togs till sjukhus i Leeds där hon några timmar senare avled. Strax efter dådet grep polisen en misstänkt gärningsman, 52-årige Thomas Mair, som den 18 juni åtalades för mord vid Westminster Magistrates' Court i London. Han dömdes till livstids fängelse vid Old Bailey i London 23 november 2016.